# Kuzma Grigorjevics Abramov
Kuzma Grigorjevics Abramov (oroszul: Кузьма́ Григо́рьевич Абра́мов, 1914. november 12. – 2008. augusztus 4.) erza nemzetiségű író, drámaíró, költő, szerkesztő. Domokos Péter szerint költőként, szépíróként és drámaíróként is jelentőset alkotott, bár a prózai művei a legfigyelemreméltóbbak, „a mordvin irodalom legújabb szakaszának [...] a legkiemelkedőbb, egyre inkább becsült és olvasott alkotója”.

## Élete és pályafutása
Sztarije Najmani (Старые Найманы) faluban született a Szimbirszki kormányzóság Ardatovi járásában (ma Bolsije Bereznyiki-i járás) parasztcsaládban. 1933-ban végezte el az icsalki tízosztályos iskolát, majd a mordvin tanárképzőbe jelentkezett, de egy év után félbeszakította tanulmányait. 1935-től a koszogori (Косогоры) hétosztályos iskolában tanított erza nyelvet, itt kezdett el írni is. 1938–39-ben a mordvin könyvkiadónál dolgozott szerkesztői minősítésben. 1939 őszén besorozták katonának, harcolt a második világháborúban, Gluhovnál német fogságba esett. Háborús érdemeiért kitüntették. 1954-ben levelező tagozaton befejezte a tanárképzőt.
1940-ben jelent meg először írása, a Sztyihty (Стихть, Versek) című verseskötete. 1951-ben a Mordvin Állami Színház színpadra állította Od vij (Од вий, Új erő) című színdarabját, az 1952-ben megjelent Lityeraturnaja Mordovija (Литературная Мордовия, Irodalmi Mordóvia) című almanachban pedig helyet kapott Vipuszknyica (Выпускница, Végzős diáklány; eredeti címén: Надя, Nagya) című elbeszélése.
Művészete fontos állomását képezik az 1959–60-ban, különféle újságokban, folyóiratokban és időszaki kiadványokban megjelent, majd gyűjteményekbe foglalt elbeszélései és novellái, melyek jobbára a háború utáni falusi életről és a háborús hősökről szólnak. 1957 és 1964 között jelent meg regénytrilógiája, a Najman (Найман), mely szülőfaluján keresztül mutatja be a mordvin történelem fő állomásait. 1971 és 1974 között újabb regénytrilógiája látott napvilágot, Erzjany cjora (Эрзянь цёра, Erzia fia) címmel, mely a híres erza szobrász, Sztyepan Erzja (Степа́н Дми́триевич Э́рьзя, 1876–1959) életét dolgozza fel. 1977-ben ezért a regénytrilógiáért megkapta a Mordvin ASZSZK Állami Díját. Nagy visszhangja volt az olvasók körében Eszety kansztosz a marjavi (Эсеть канстось а маряви, Kinek mi kedvére, nincs az terhére, 1967) és Veleny tyejtyer (Велень тейтерь, Falusi kislány, 1980) című regényének.
Ő maga élete fő művének, művészete megkoronázásának tartotta az 1988-ban befejezett Purgaz (Пургаз) című regényeposzát, mely a 12. század végén, a 13. század elején játszódik és Purgaz erza knyáz történetén keresztül az erzák középkori történelmét meséli el. Ezt a művét oroszra és észtre is lefordították.
2002-ben erza nyelvű értelmező szótárt is megjelentetett.